# René van Stipriaan
Reinoud (René) van Stipriaan (Heerhugowaard, 1959) is een Nederlands literair historicus.

## Biografie

### Opleiding en loopbaan
Van Stipriaan studeerde Nederlandse taal- en letterkunde aan de Universiteit van Amsterdam en promoveerde in 1995 op het komisch toneel in het 17e-eeuwse Nederland. Daarna werkte hij voor Uitgeverij Prometheus en uitgeverij Athenaeum - Polak & Van Gennep. Vanaf 1998 zette hij de Digitale Bibliotheek voor de Nederlandse Letteren op. Hij coördineerde het digitaliseringsproces, zorgde voor de inhoudelijke invulling, en was ook het gezicht van de organisatie, terwijl directeur Cees Klapwijk de zakelijke leiding voor zijn rekening nam. In 2013 nam Van Stipriaan ontslag uit ongenoegen over de voorgenomen overdracht van de DBNL aan de Koninklijke Bibliotheek, die in zijn ogen laagwaardige digitaliseringsmethoden hanteerde. Vanaf 2013 werkte hij mee aan de Stichting Digitale Werken, een organisatie die assistentie biedt bij het bouwen van literaire websites. Daarnaast werkte hij mee aan educatieve televisie-uitzendingen, zoals de achtdelige reeks Het verleden van Nederland (2008), en aan het boekenkatern van NRC Handelsblad.

### Publicaties
Het eerste boek van Van Stipriaan was Hotel in Holland (1987), een bloemlezing van buitenlandse observaties over Nederland, herdrukt onder diverse titels. Van zijn proefschrift verscheen in 1996 een handelseditie onder de titel Leugens en vermaak. In 2002 publiceerde hij Het volle leven, een populaire geschiedenis van de Nederlandse literatuur in de Republiek der Zeven Provinciën. Voorts annoteerde hij diverse vertalingen van Giovanni Boccaccio en schreef hij biografieën over Gerbrand Adriaensz. Bredero en Willem van Oranje. Hij ontving in 2021 de Leonard Willemsprijs 2018-2021, een vijfjaarlijkse prijs van de Koninklijke Academie voor Nederlandse Taal- en Letterkunde voor de studie van de oudere taal, literatuur en cultuur van Nederland voor zijn boek De hartenjager. Leven, werk en roem van Gerbrandt Adriaensz. Bredero. In 2022 werd aan Van Stipriaan zowel de Libris Geschiedenis Prijs als de Nederlandse Biografieprijs toegekend voor zijn boek De zwijger. Het leven van Willem van Oranje.

## Bestseller 60
| Boeken met noteringen in de Nederlandse Bestseller 60 | Jaar van verschijnen | Datum van binnenkomst | Hoogste positie | Aantal weken | Opmerkingen |
| ----------------------------------------------------- | -------------------- | --------------------- | --------------- | ------------ | ----------- |
| De zwijger                                            | 2021                 | 24-11-2021            | 15              | 11           |             |
| Het reisboek van Willem van Oranje                    | 2023                 | 13-09-2023            | 59              | 1            |             |
| Afscheid van het oude Nederland                       | 2025                 | 22-01-2025            | 20              | 4            |             |